# Hypocrites tenuis
Hypocrites tenuis är en skalbaggsart som beskrevs av Bates 1879. Hypocrites tenuis ingår i släktet Hypocrites och familjen långhorningar. Inga underarter finns listade i Catalogue of Life.